# Римский театр в Босре
Римский театр в Босре (араб. المسرح الروماني ببصرى‎) — крупный древнеримский театр в городе Босра (мухфаза Даръа, Сирия), в Средневековье преобразованный в крепость. Наиболее сохранный из античных театров Сирии. 

## История
После того как Траян в 106 г. н. э. присоединил Набатейское царство к Римской империи, Босра стала административным центром новообразованной провинции Аравия Петрейская, что сопровождалось бурной строительной активностью в городе. Театр датируют второй четвертью или второй половиной II в. н. э. Он был построен к югу от городских стен и соединялся с городом улицей, обрамлённой колоннадой. 
После арабского завоевания, начиная с эпохи Аббасидов, театр стал использоваться в качестве военного укрепления. После прихода в 1076 году сельджуков территорию вокруг театра расчистили от прочих сооружений, по обеим сторонам от сцены пристроили башни. Трансформация театра в крепость завершилась в XII—XIII вв. при Айюбидах: театр был окружён сплошным поясом крепостных укреплений с башнями, вырыт кольцевой ров, а внутреннее пространство было засыпано до верхнего яруса сидений. Все входы, кроме одного были заложены; к единственному оставленному входу вёл деревянный мост через ров. 
Раскопки и реставрационные работы проводились в 1947—1970 гг., в 1972 году театр был открыт для посещения.
С 1980 года театр является частью объекта Всемирного наследия ЮНЕСКО «Старый город в Босре». C 2013 года в связи с гражданской войной в Сирии старый город в Босре включён в Список всемирного наследия, находящегося под угрозой.

## Описание
Театр построен из чёрного местного базальта. Диаметр театра — 102 м, высота — 22 м, ширина сцены (pulpitum) — 44 м, диаметр орхестры — 21 м. 
Зрительный зал (cavea) состоит из трёх ярусов, разделенных двумя широкими проходами. Нижний ярус (ima cavea) имеет 14 рядов, средний (media cavea) — 17 рядов и верхний (summa cavea) — 6 рядов. За верхним ярусом проходит полукруглый портик с колоннадой. Зрители попадали в театр и покидали его через 18 вомиториев (проходов под трибунами): 5 выводили в нижний проход между ярусами и 13 в верхний. 
Скена состоит из двух массивных стен. Имеет три яруса, была богато декорирована колоннами, полуколоннами, статуями. Частично сохранился декор нижнего яруса.
Экстерьер театра по большей части скрыт средневековыми укреплениями.